# Kraankind

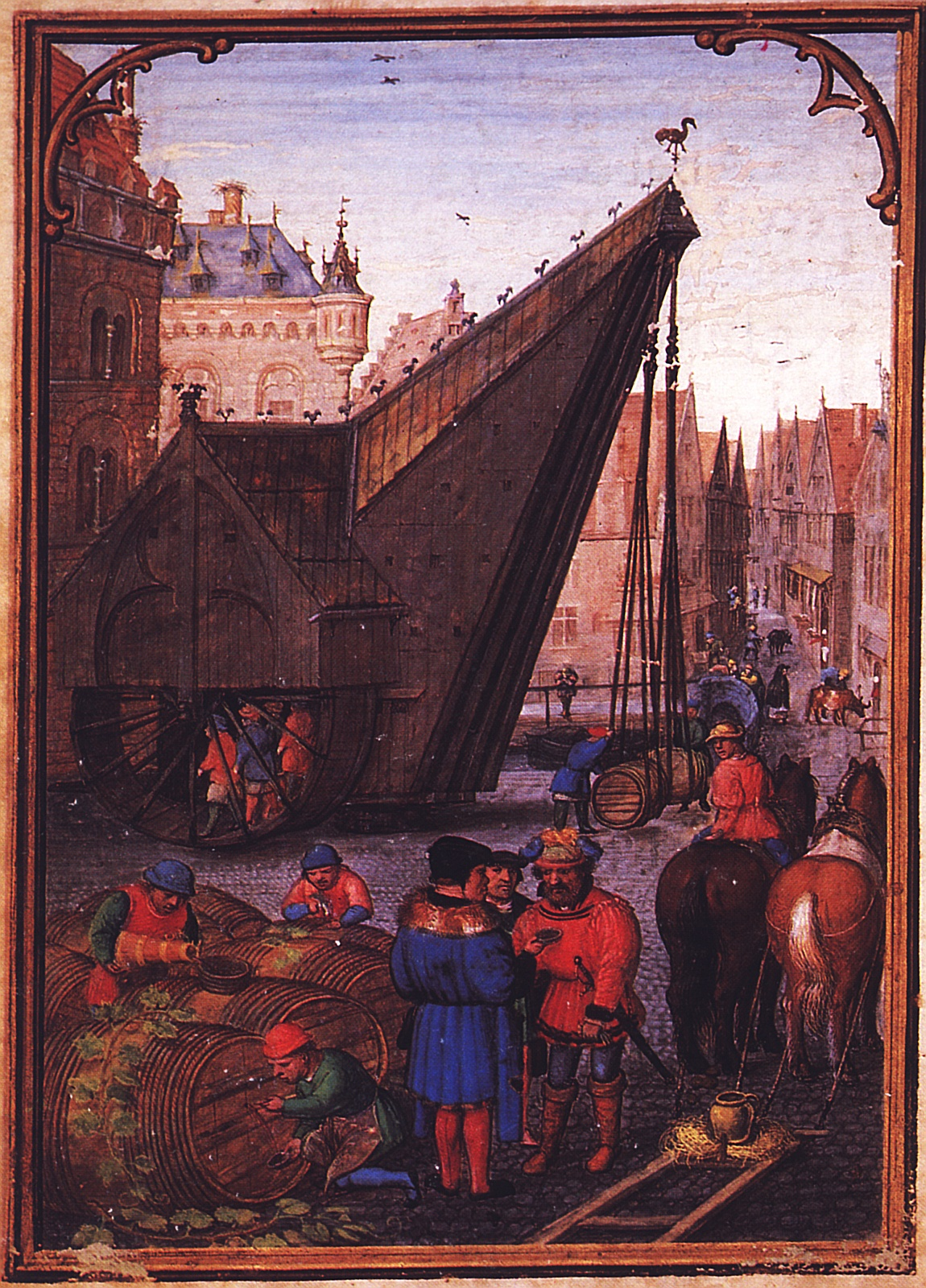
De grote stadskraan in Brugge rond 1525

Kraankinderen of kraankinders is een oude term voor werklieden die een hijskraan bedienden.
Kraankinderen takelden met de kraan vrachten en versjouwden deze. Het gaat vooral om kleine volwassen mannen die in vroegere eeuwen een op spierkracht aangedreven stadskraan in de haven gebruikten om schepen in- en uit te laden. De lading bestond veelvuldig uit wijntonnen. Kranen waarmee ze werkten kenden een treerad waarin ze liepen om het hijstouw met de last te bedienen. Kraankinderen werkten onder toezicht van de kraanmeester.
De term kraankinderen was in gebruik in het huidige Nederland en België. Onder meer de stadskraan in de Utrechtse binnenstad werd bediend door kraankinderen, in 's-Hertogenbosch bestond in de 17e eeuw een gilde met deze beroepsgroep. In Gent werd het gildehuis van de Kraankinders aan de Kraanlei gebouwd door David t' Kindt.
Met de komst van de industriële revolutie verdwenen gaandeweg de op spierkracht aangedreven hijskranen en daarmee deze kraankinderen. Tot in de 19e eeuw kende men de term kraankinderen toe aan kraan- en havenarbeiders.

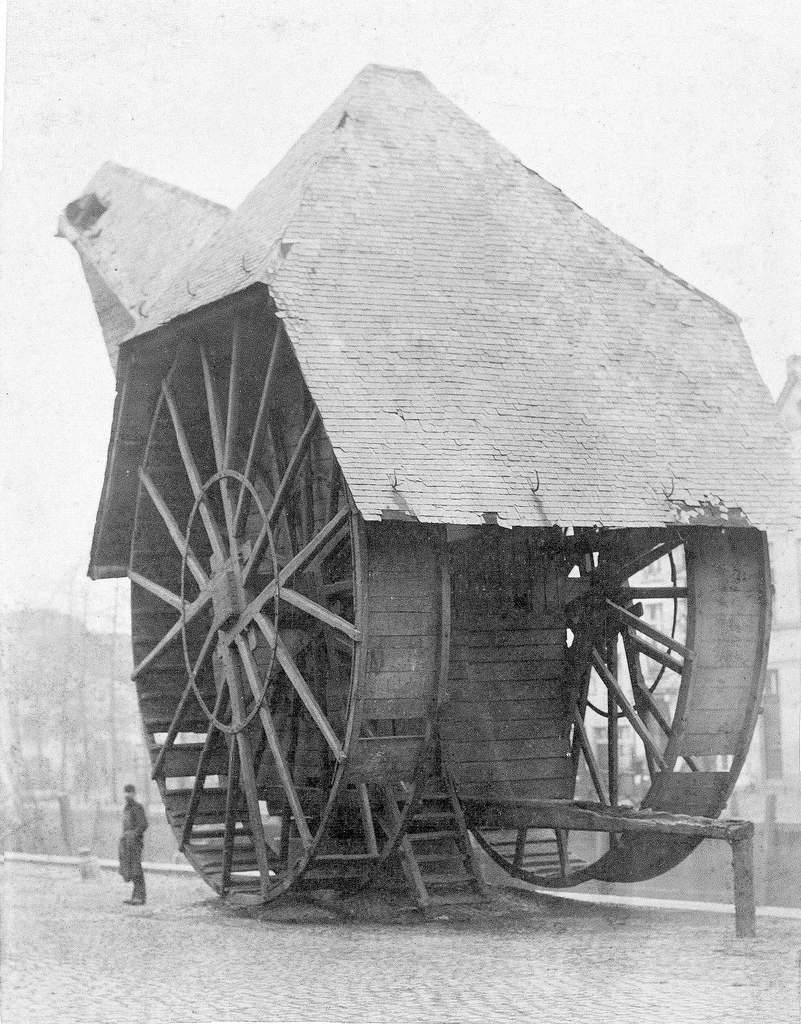
Oude havenkraan met tredraderen aan de Mechelse Haverwerf kort voordat deze oorspronkelijk 15e-eeuwse hijskraan in 1887 werd afgebroken.